# Ilham Aliyev

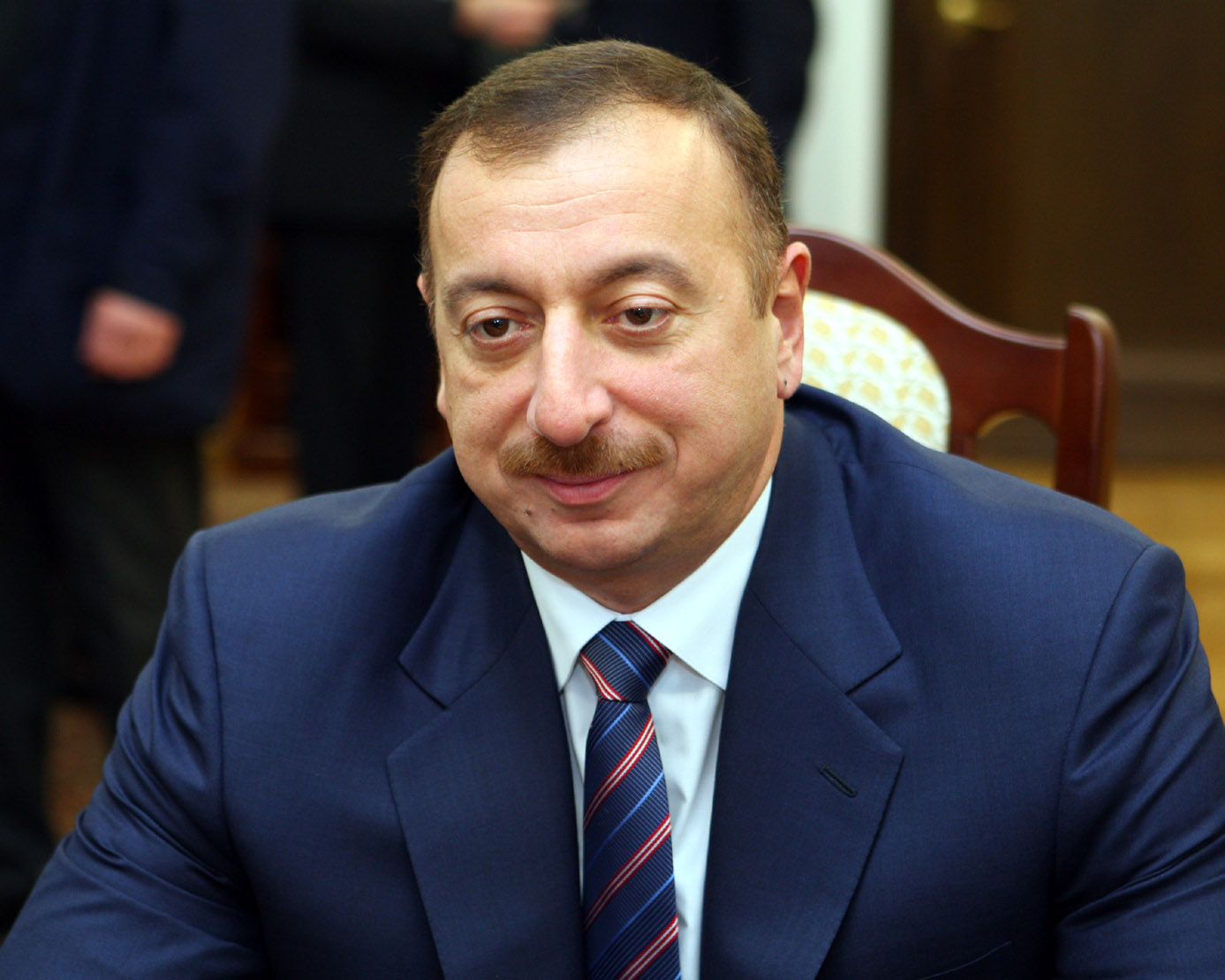
Ilham Heydar oglu Aliyev

Ilham Heydar oglu Aliyev (tiếng Azerbaijan: İlham Heydər oğlu Əliyev), sinh ngày 24 tháng 12 năm 1961, hiện đang giữ cương vị tổng thống của Azerbaijan. Ông cũng là Chủ tịch Đảng Azerbaijani.

## Tiểu sử

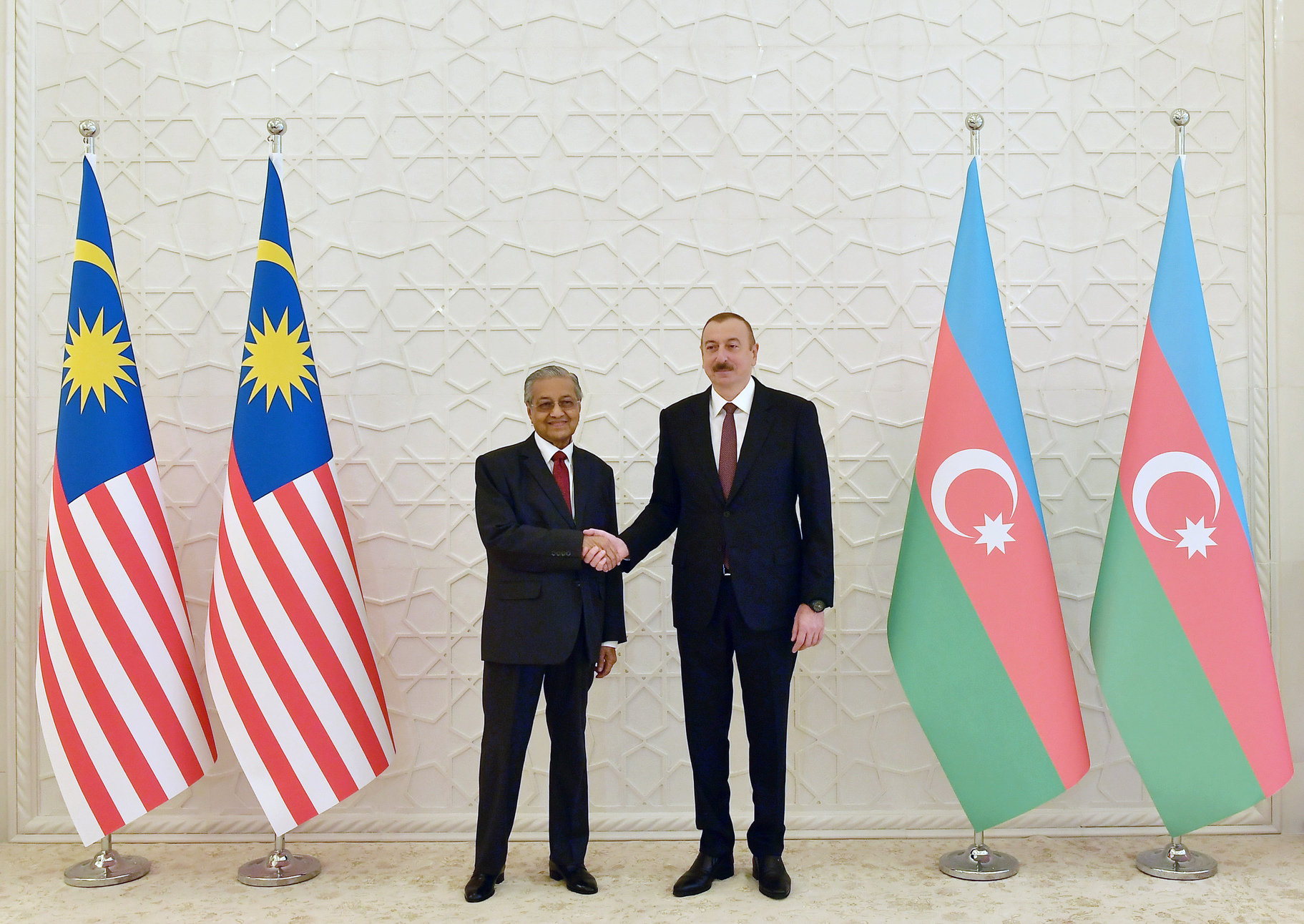
Aliyev và Thủ tướng Malaysia Mahathir Mohamad (26 tháng 10 năm 2019)

Aliyev được sinh ra ở Baku, ông là con trai của Heydar Aliyev - lúc này đang là người lãnh đạo cơ quan KGB tại Azerbaijan khi ông được 6 tuổi và không lâu sau bố ông được bổ nhiệm cương vị lãnh đạo của Đảng Azerbaijan. Sau khi tốt nghiệp tại Baku, Ilham tham gia trường Đại học Quốc gia Quan hệ Quốc tế Moskva(MGIMO). Ông được nhận bằng Tiến sĩ Lịch sử, trước khi bắt đầu dạy tại MGIMO. Ilham kết hôn với Mehriban Aliyeva và cả hai đã có 3 đứa con: Leyla, Arzu Heydar. Ông cũng có một cô em gái là Sevil Aliyeva.
Sau khi Liên Xô sụp đổ vào năm 1991, Ilham làm việc như một thương gia tại Moskva và Istanbul từ năm 1991 đến 1994. Trong khoảng thời gian đó, các phương tiện truyền thông đã đăng nhiều tin tức về những khoản nợ sòng bài của ông, đến những trò đỏ đen mà ông tham gia. Cha của Ilham, Heydar Aliyev đã rất buồn khi nghe được những tin đó. Hình ảnh của con trai ông đã bị xấu đi, ông cho rằng chính những sòng bạc đã làm cho con trai mình bị bôi nhọ cho nên đã ra lệnh đóng tất cả những sòng bạc tại Azerbaijan vào năm 1998.
Tháng 5 năm 1994, Ihlam được bổ nhiệm làm Phó Chủ tịch Công ty Dầu Azerbaijan(SOCAR). Việc này đã bị tranh cãi, rằng Ilham Aliyev đã đút lót một số nhân viên nhà nước để được giữ cương vị đó. Năm sau İlham được bầu vào nghị viện (Milli Majlis) và sau đó đã trở thành Chủ tịch của Ủy ban Olympic Quốc gia (hiện tại ông vẫn giữ cương vị này) và ông là người dẫn đầu các phái đoàn của Azerbaijan tại Hội đồng châu Âu. Tháng 8 năm 2003, hai tháng trước khi cuộc bầu cử tổng thống diễn ra, ông được bổ nhiệm làm Thủ tướng. Vào tháng 10 cùng năm, cha ông, Heydar Aliyev đã lâm bệnh nặng, ông đã cố gắng đưa con trai mình-Ilham Heydar ra ứng cử Tổng thống.